# Hieronymus Theodor Richter
Hieronymus Theodor Richter (21 de novembre de 1824, Dresden, Saxònia – 25 de setembre de 1898, Freiberg, Saxònia), va ser un químic i mineralogista alemany.

## Vida
Richter va completar l'ensenyament d'apotecari. De 1843 a 1847 va estudiar a la Bergakademie Freiberg (entre d'altres amb Carl Friedrich Plattner) i es va fer membre del Cos Saxo-Borussia Freiberg. Després va treballar en les plantes metal·lúrgiques de Freiberg, des de 1853 com a químic metal·lúrgic.
El 1857 va representar al seu mestre Plattner a la Bergakademie i el 1857 es va convertir en Oberhüttenamtsassessor. El 1863 es va convertir en professor de Lötrohrprobierkunst a la Freiberger Bergakademie; de 1866 a 1873 també va encapçalar el laboratori metal·lúrgic de les obres metal·lúrgiques de Freiberg. Després es va dedicar a les conferències sobre degustació metal·lúrgica i anàlisi d'assaig metal·lúrgic. El 1873 es va convertir en professor de metal·lúrgia i anàlisi d'assaig metal·lúrgic.
De 1875 a 1896, Theodor Richter va actuar com a rector (Magnifizenz) de la Bergakademie i va ser l'últim dels rectors de Freiberger, que van ser elegits per a aquesta oficina per a tota la vida. El 1890 va ser elegit membre de la Leopoldina. Richter verstarb 1898 in Freiberg und wurde auf dem Donatsfriedhof beigesetzt.

## Serveis
L'èxit més important de Richter va ser l'anàlisi espectral de l'esfalerita negra, on va descobrir el 1863 juntament amb Ferdinand Reich, del qual era el seu ajudant, descobrí l'element químic indi quan investigaven la presència de tal·li en els minerals de zinc mitjançant espectroscòpia. L'aparició d'una intensa línia de color indi (morat, entre blau i violeta) fou la prova de l'existència d'un element nou desconegut i que batejaren amb el nom d'indi per aquesta característica línia espectral.

## Publicacions (selecció)
- Vorläufige Notiz über ein neues Metall. – A: Journal für praktische Chemie. 89 (1863), S. 441-442.
- Über das Indium. – A: Journal für praktische Chemie. 90 (1863), S. 172–176 und 92 (1864) S. 480–485.
- Probirkunst mit dem Lötrohr (1865)

## Honors
El nou mineral Richterita descrit per August Breithaupt el 1865 porta el seu nom.